# شهرستان گیلجو
شهرستان گیلجو یا کیلجو (به لاتین: Kilju County) یک منطقهٔ مسکونی در کره شمالی است که در استان هامگیونگ شمالی واقع شده‌است.